# Matias Cardoso
Matias Cardoso es un municipio brasileño del estado de Minas Gerais.

## Demografía
Su población en julio de 2016 era de 10.905 habitantes. 

## Etimología
El nombre del municipio es un homenaje al bandeirante Matías Cardoso de Almeida, pionero de la región. 

## Turismo
En la ciudad se encuentra la iglesia de Nuestra Señora de la Inmaculada Concepción, designada como la iglesia más antigua del estado de Minas Gerais. 

## Festividad
Desde 2011, el municipio celebra el Día de los Generales (en portugués: Dia dos Gerais), nombre que recibe la región norte del estado. La ciudad reúne a la gente de los Generales, llamada en portugués de pueblo geraizeiro.